# Madeira (rivier)
De Madeira (IPA: [mɐˈðejɾɐ], Spaans: Río Madera, Portugees: Rio Madeira)  is een rivier in het bekken van de Amazone. Zij loopt langs de Braziliaanse staten Rondônia en Amazonas. Het is een van de zijrivieren van de Amazone. De rivier is ongeveer 1.450 km lang. De Madeira is de enige rivier, waarin een ondersoort van de boto, een zoetwaterdolfijn, voorkomt.

## Verloop
De Madeira begint als de Beni in het Andesgebergte in Bolivia. Deze rivier loopt van het Andesgebergte in noordelijke richting, en neemt onderweg de rivier de Mamoré-Guaporé in zich op, waarna ze de naam Madeira krijgt. De rivier buigt af naar het noorden en loopt min of meer over de grens tussen Brazilië en Bolivia, tot de ontmoeting met de Abuna. Van daaruit loopt de rivier in noordoostelijke richting met tientallen watervallen in haar verloop tot aan de "oude haven" Porto Velho, van waaruit de rivier bevaarbaar is in westelijke richting naar de Amazone. Een aftakking van de Madeira mondt 300 km oostelijker dan de Madeira uit in de Amazone, en vormt zo het eiland Tupinambarana, een moerassige regio met onder water staande tropische regenbossen.
De Madeira kreeg deze naam omdat zij in de regentijd met haar niveau de bomen geheel bedekt en stammen en hout (madeira) in de takken van de oeverbomen blijven hangen zodra in de droge tijd het water zakt.

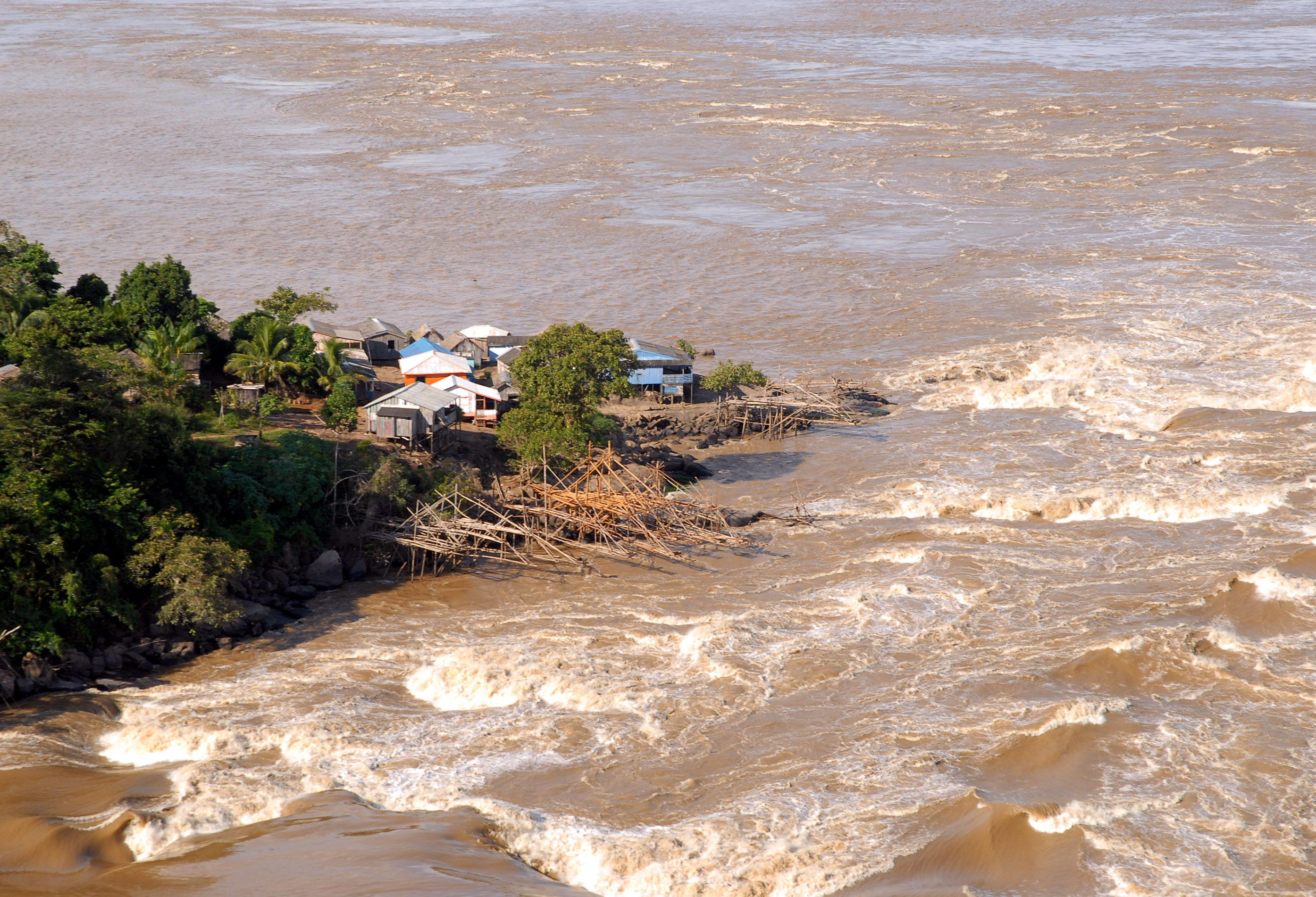
Porto Velho – zoals men kan zien aan de palen van de hutten, is de Teotonioval een periodieke waterval, die slechts bestaat vanwege de ebstromen van de Madeira.

## Perioden
Tussen de regentijd en de droge tijd varieert de diepte van de rivier genoegzaam. In de droge tijd stroomt het water van de rivier in de richting van de Amazone en vormt zoetwaterstranden over de lengte van de oevers. In deze periode kan men de grote hoeveelheden stenen zien, die helpen om de stroomversnellingen (of watervallen, zoals de mensen van de Amazone ze noemen) te vormen. In de regentijd (december tot mei), komt er water van de Amazone en stijgt het niveau 17 m, zodat alle watervallen onderstromen en het oppervlak een spiegel van water vormt die zowel bossen als stranden bedekt zodat de Madeira een bevaarbare zijrivier wordt van de Amazone.

## Stuwdammen
Het gebied heeft een groot potentieel voor de opwekking van energie uit waterkracht. Er zijn twee bedrijven bezig met plannen van een waterkrachtcentrale in de Madeira: Jirau Power (3,300 MW) en Santo Antônio Hydroelectric (3,150 MW). Volgens het Braziliaanse tijdschrift Castro uit 2007 kennen deze plannen twee problemen: enerzijds de (nieuwe) milieuwetgeving en anderzijds een tekort aan ervaring met werken van deze omvang in deze regio. Het belang van deze centrales is opgemerkt in de studies van EPE (Empresa de Pesquisa Energética, onderneming voor het energieonderzoek, gelieerd aan het Ministerie van Mijnbouw en Energie en aan het Gouvernement van Brazilië.): Die tonen aan dat in de periode 2010-12 Brazilië het risico loopt, dat er te weinig elektrische energie wordt opgewekt.
De twee ondernemingen maken deel uit van het programma van versnelling van de groei (PAC= Programa de Aceleração do Crescimento). Het succes van het programma in zijn geheel hangt ook af van de planning en uitvoering van de benodigde infrastructuur. De aanbesteding van de Santo Antoniofabriek is reeds gerealiseerd en het consortium van bedrijven die haar gaan verwezenlijken is reeds opgericht. In feite gaat het om het Consortium Madeiras Enegias N.V.-MEASA, bestaande uit de volgende bedrijven, met hun respectieve participatie aandeel in de constructie en exploratie van het werk: FURNAS (39%), Odebrecht Investimentos (17,6 %), Andrade Gutierrez Participacoes (12,4 %), Cemig (10%), Constutora Norbeto Odebrecht (1%) en het fonds voor investeringen en participaties; Amazonia Energia (20%).

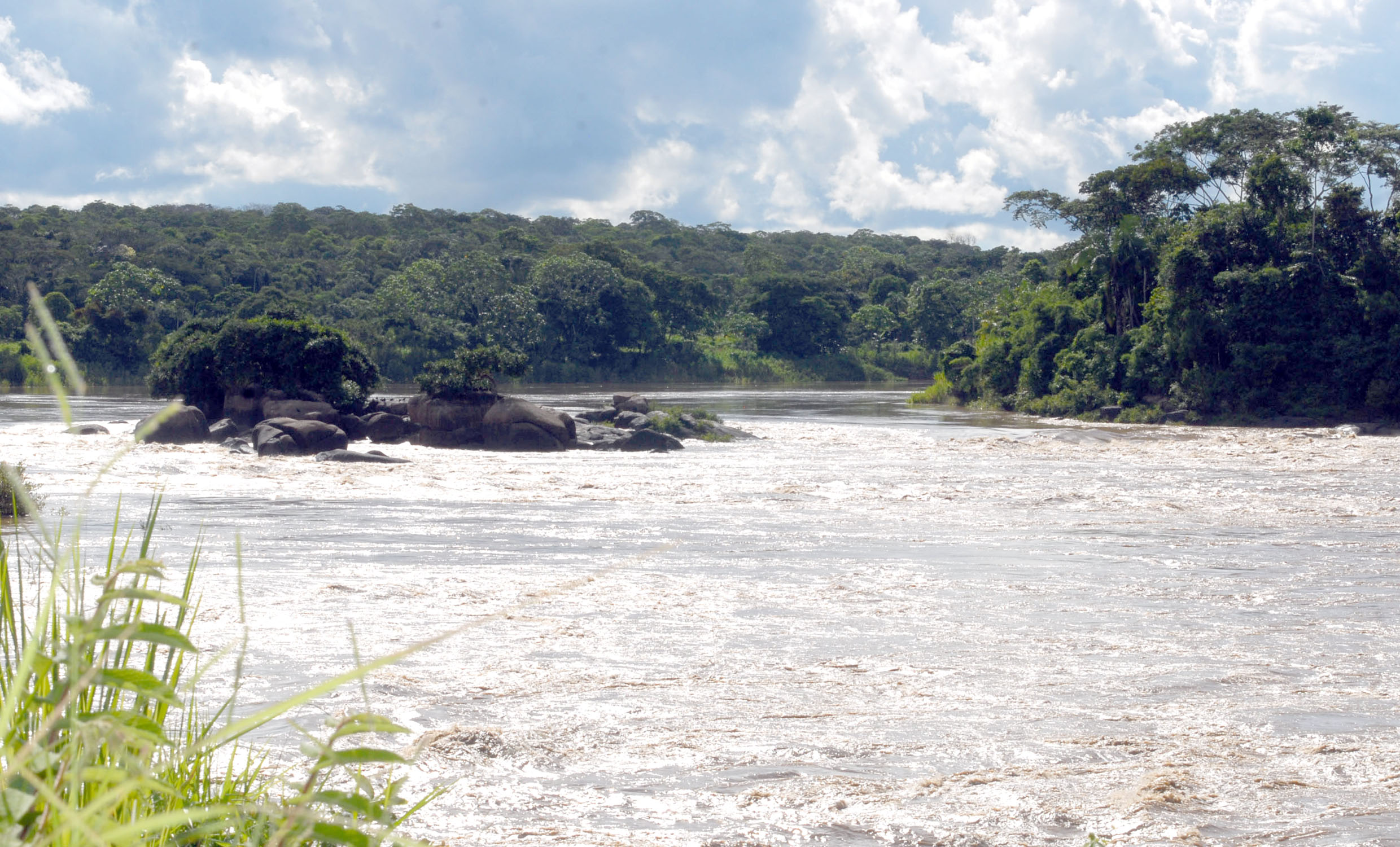
De rivier in Porto Velho

Behalve dat de fabrieken van Jirau en Santo Antonio een vermogen van 6.450 MW zullen toevoegen aan het systeem, wat een belangrijke toevoeging is aan het nationaal elektrisch vermogen, komt er hierdoor tevens een sterke verbetering aan het nationale elektriciteitsnet door de aanleg van nieuwe transmissielijnen die de regionale en nationale distributie zullen versterken en verbeteren. Het gaat hierom wat Castro noemt "de vooruitgang van het elektrische front". Dit verkleint het "geïsoleerde systeem" en de verbruikers als de betrekkers van de CCC, die een subsidie gebruikt om de tariefkosten van de thermo-elektrische centrales in de Amazone regio te verminderen.
Het profiel van het werk en vervolgens:
- Investeringen - ongeveer R$ 9,5 miljard.
- Vooruitzicht op het begin van de uitvoering - december/2008.
- Vooruitzicht op het begin van de inwerkingstelling - Eerste en Tweede generatie-eenheden in december 2012 en de laatste in juni 2016.
- Vooruitzicht op werkgelegenheid - 1.500 arbeiders in de eerste maanden, tot 4.500 arbeiders in de 18 volgende maanden. Gemiddeld 10.000 arbeiders gedurende 2 jaren en tot 20.000 in de piekmaanden.
- onder water gezet land - het oppervlak water dat gevormd wordt zal 271 km² bedragen, de hoogte 70 m. Van deze totalen is nauwelijks 40% nieuw te inunderen areaal. Het grootste deel, 60%, is bestaand rivieroppervlak van de Madeira.
- Milieu-impact - Bij het nieuw te inunderen land en voor de bouw van een werkplaats zullen 15 km² bebost land nodig zijn. In Rodonia zal per jaar ongeveer 2.000 km² bos ontgonnen worden. Voor wat betreft vis tonen studies aan dat met overplaatsing en conserveringsakties zoals voorzien in het investeringsprotocol, er geen significante veranderingen zullen zijn in het aantal vissen noch in de diversiteit aan vissoorten.
- Milieu en Sociale Compensatie - Voor het programma van de milieu compensatie, dat verplicht is bij wet, wordt geschat, in overeenstemming met de resolutie CONAMA 371/2006, 0,5% van de waarde van de totale aanneemsom. Dit komt overeen met 47 miljoen Real. Verder nog het programma van sociale compensatie, dat neerkomt op een compromittering van FURNAS/CNO, wordt eveneens geschat op 0,5 % van de waarde van de aanneemsom.

## De aanvoer van slib
Omdat de Madeira ontstaat in het Andesgebergte, brengt zij van daar veel slib of sediment, vooral kleideeltjes. Dit sediment komt via de Madeira in de Amazone en wordt door de Amazone afgezet over de noordelijke kust van de Guyanas, van de Amazonemonding tot en zelfs voorbij de Orinocomonding. De Guyanese kust is vanwege het toegevoerde slib de snelst groeiende kustlijn in N-Z richting. De Marañón, als voortzetting van de Apurimac en de zuidelijke zijrivieren tot de Marañón van de Amazone en de Madeira zijn de voornaamste bronnen van dit slib. De noordelijke zijrivieren zoals de Rio Negro en Trombetas voeren als zwartwaterrivieren geen slib aan.